# يونوت رادا (لاعب كرة قدم)
يونوت رادا (بالرومانية: Ionuț Rada)‏ هو لاعب كرة قدم روماني في مركز الدفاع، ولد في 16 مارس 1990 في ترجو جيو في رومانيا. شارك مع منتخب رومانيا تحت 21 سنة لكرة القدم. أما مع النوادي، فقد لعب مع جامعة كلوج وسي إس باندوري تارغو جيو.

## وصلات خارجية
- يونوت رادا (لاعب كرة قدم) على موقع الاتحاد الأوربي (الإنجليزية)
- يونوت رادا (لاعب كرة قدم) على موقع قاعدة بيانات كرة القدم.إي يو (الإنجليزية)
- يونوت رادا (لاعب كرة قدم) على موقع Soccerway.com (الإنجليزية)
- يونوت رادا (لاعب كرة قدم) على موقع AS.com (الإسبانية)